# Јерусалимски лаки метро
Јерусалимски лаки метро (хебр. הרכבת הקלה בירושלים) представља лаки шински систем у граду Јерусалиму (Израел). Јерусалимски лаки метро грађен је од 2002. до 2010. године, а у употреби је од августа 2011. године. 
Укупна дужина градског шинског система је 13,8 километара, а просечна брзина возова око 80 км/час. Користи укупно 23 станице. 